# Línea R4
La línea R4 de Rodalies de Catalunya del núcleo de Barcelona es una línea de cercanías que discurre entre San Vicente de Calders y Manresa pasando por Villafranca del Panadés y Tarrasa. El tramo entre San Vicente de Calders y Barcelona lo realiza por el interior, a través de la línea de Villafranca y entre Barcelona y Manresa utiliza la línea Barcelona-Moncada-Manresa.
Los trenes que por ella circulan pueden tener como destinos, además de las cabeceras, al sur Villafranca del Panadés, Martorell u Hospitalet y al noroeste Tarrasa. Comparten recorrido entre Tarrasa Estació del Nord y Manresa con los trenes de la línea RL4 de los Cercanías de Lleida de Rodalies de Catalunya.
El futuro de la línea pasa por dejar de tener origen en San Vicente de Calders y pasar a tenerlo en la futura estación de la terminal sur del Aeropuerto de Barcelona.

## Historia

### Cercanías
En 1980, RENFE creó Cercanías como parte de un plan de mejoras (Plan General Ferroviario) para "borrar la mala imagen de Renfe". Se establecieron 162 servicios de cercanías nuevos y se mejoraron otros ya existentes, un conjunto de actuaciones que supusieron la modernización de la red. En 1984 la compañía se organizó en unidades de negocio y se creó Cercanías Renfe —posteriormente, en Cataluña, Rodalies Renfe—, un servicio que fue reorganizado y rediseñado en 1985.
Como la nomenclatura de los servicios de cercanías de Renfe Operadora usaba una C (de Cercanías) para numerar las líneas, en este caso se llamaba C-4. Posteriormente los códigos con C convivieron con la R de Rodalies hasta que la gestión del servicio de "Rodalies Barcelona" fue traspasada a la Generalidad de Cataluña el 1 de enero de 2010 y desde entonces la letra R pasó a ser la única letra distintiva de los servicios de cercanías de Barcelona.

### Línea
La historia de la línea R4 de Manresa a Barcelona y San Vicente de Calders tiene dos etapas muy diferenciadas, que corresponden respectivamente a las secciones de Manresa a Barcelona y de Barcelona a San Vicente de Calders.
Los orígenes de la línea de Barcelona a San Vicente de Calders se remontan a 1854, cuando se inauguró el primer tramo del ferrocarril de Barcelona a Martorell, que se iniciaba en la primitiva estación de Plaza de Cataluña y llegaba hasta Molins de Rey, pero muy pronto fue ampliado hasta la estación provisional de Martorell en 1856, y el tren atravesó el río Llobregat y llegó a la estación definitiva de Martorell en 1859. Más adelante, la línea sería ampliada hasta Tarragona (1865) y se modificaría su entrada a Barcelona por medio de un nuevo trazado por la zanja de la calle Aragón, lo que permitía que los trenes llegaran hasta la estación de Francia. Posteriormente la línea fue progresivamente modernizada, con la construcción de nuevas secciones de vía doble y la entrada en servicio de la tracción eléctrica.
Por su parte, la línea de Manresa a Barcelona tiene sus orígenes en la construcción de la línea Barcelona-Manresa-Cervera-Lérida-Zaragoza, cuyo primer tramo (Montcada-Sabadell) fue inaugurado en 1855. Más adelante entraron en servicio las secciones de Sabadell a Tarrasa (1856), de Tarrasa a Manresa (1859) y la sucesiva ampliación hasta Lérida (1860). En 1862 se construyó una nueva línea directa entre Moncada y la Estación del Norte de Barcelona, puesto que hasta entonces los trenes utilizaban las vías de la línea de Granollers para llegar hasta Barcelona. Con el paso de los años la línea sería modernizada, con actuaciones tan destacables como su electrificación (1928) o su prolongación subterránea hasta la Plaza de Cataluña.

## Características generales
Transporta 29 millones de pasajeros al año. Hay una media de 105.935 viajeros en día laborable y circulan una media de 162 trenes cada día laborable de la serie 447. Cuenta con 143 kilómetros de longitud y hace parada en 39 estaciones. Tiene conexiones con las líneas R1, R2, R3, R7 y R8 y servicios regionales de Cercanías de Cataluña, servicios de alta velocidad y larga distancia, FGC, metro de Barcelona y Funicular de Gélida.
El servicio transcurre principalmente por las siguientes líneas de ferrocarril:
- Línea Barcelona-Manresa-Cervera-Lérida-Zaragoza, entre Barcelona y Manresa.
- Línea Barcelona-Martorell-Villafranca-Tarragona, entre Barcelona y San Vicente de Calders.

Las estaciones terminales son San Vicente de Calders, Villafranca del Panadés, Martorell o Hospitalet de Llobregat al sur, y al norte lo pueden ser Tarrasa o Manresa.

### Futuro
En el Plan de Transportes de Viajeros (PTV) 2008-2012 se prevé que la línea deje de dar servicio en el tramo Hospitalet de Llobregat - Villafranca del Panadés - San Vicente de Calders, servicio que incorporaría la R2 que pasaría a dejar de pasar por la costa en su tramo sur y por lo tanto en la totalidad de su recorrido pasaría por el interior.
La línea 4 enlazaría la estación de Manresa con Barcelona y finalizará su recorrido en el Aeropuerto. Con este servicio de la R4, y otro servicio de la R1, se sustituirá la línea 10, línea del aeropuerto, que dejará de funcionar cuando se realicen los cambios en estas dos líneas.

## Estaciones
Hay ocho estaciones de la línea que están incluidas en la Inventario del Patrimonio Arquitectónico de Cataluña: 
- Cornellá Centro
- Sabadell Centro
- Sardañola del Vallés
- San Feliu de Llobregat
- Tarrasa
- Vendrell
- Molins de Rey
- Villafranca del Panadés

Lista completa de estaciones:
| Estación                             | Municipio                | Correspondencias | Zona         | Zona ATM     |
| ------------------------------------ | ------------------------ | ---------------- | ------------ | ------------ |
| San Vicente de Calders               | Vendrell                 |                  | 6            | 6A           |
| Vendrell                             | Vendrell                 |                  | 6            | 6A           |
| Arbós                                | Arbós                    |                  | 6            | 5B           |
| Els Monjos                           | Santa Margarita y Monjós |                  | 5            | 4B           |
| Villafranca del Panadés              | Villafranca del Panadés  |                  | 5            | 4B           |
| La Granada                           | La Granada               |                  | 5            | 4B           |
| Lavern-Subirats                      | Subirats                 |                  | 4            | 3B           |
| San Sadurní de Noya                  | San Sadurní de Noya      |                  | 4            | 3B           |
| Gélida                               | Gélida                   |                  | 4            | 3B           |
| Martorell Oeste                      | Martorell                |                  | 3            | 3B           |
| Martorell                            | Martorell                |                  | 3            | 3B           |
| Castellbisbal                        | Castellbisbal            |                  | 3            | 2B           |
| El Papiol                            | El Papiol                |                  | 2            | 2B           |
| Molins de Rey                        | Molins de Rey            |                  | 2            | 2B           |
| San Felíu de Llobregat               | San Felíu de Llobregat   |                  | 2            | 1            |
| San Juan Despí                       | San Juan Despí           |                  | 1            | 1            |
| Cornellá                             | Cornellá de Llobregat    |                  | 1            | 1            |
| Hospitalet de Llobregat              | Hospitalet de Llobregat  |                  | 1            | 1            |
| Torrassa                             | Hospitalet de Llobregat  |                  | 1            | 1            |
| Sants                                | Barcelona                |                  | 1            | 1            |
| Plaza de Cataluña                    | Barcelona                |                  | 1            | 1            |
| Arco de Triunfo                      | Barcelona                |                  | 1            | 1            |
| La Sagrera-Meridiana                 | Barcelona                |                  | 1            | 1            |
| San Andrés Arenal                    | Barcelona                |                  | 1            | 1            |
| Torre Baró                           | Barcelona                |                  | 1            | 1            |
| Moncada Bifurcación                  | Moncada y Reixach        |                  | 1            | 1            |
| Moncada y Reixach - Manresa          | Moncada y Reixach        |                  | 1            | 1            |
| Moncada y Reixach - Santa María      | Moncada y Reixach        |                  | 1            | 1            |
| Sardañola                            | Sardañola del Vallés     |                  | 2            | 2C           |
| Barberá del Vallés                   | Barberá del Vallés       |                  | 2            | 2C           |
| Sabadell Sur                         | Sabadell                 |                  | 3            | 2C           |
| Sabadell Centro                      | Sabadell                 |                  | 3            | 2C           |
| Sabadell Norte                       | Sabadell                 |                  | 3            | 2C           |
| Sabadell Can Llong                   | Sabadell                 |                  | 3            | 2C           |
| Castellarnau                         | sin servicio             | sin servicio     | sin servicio | sin servicio |
| Torrebonica                          | sin servicio             | sin servicio     | sin servicio | sin servicio |
| Tarrasa Este                         | Tarrasa                  |                  | 4            | 3C           |
| Tarrasa Estació del Nord             | Tarrasa                  |                  | 4            | 3C           |
| Tarrasa Oeste (Can Boada)            | Tarrasa                  |                  | 4            | 3C           |
| San Miguel de Gonteras-Viladecavalls | Viladecavalls            |                  | 4            | 3C           |
| Viladecavalls                        | Viladecavalls            |                  | 4            | 3C           |
| Olesa de Montserrat                  | sin servicio             | sin servicio     | sin servicio | sin servicio |
| Vacarisses-Torreblanca               | Vacarisas                |                  | 4            | 4E           |
| Vacarisas                            | Vacarisas                |                  | 5            | 4E           |
| Castellbell y Vilar-Monistrol        | Castellbell y Vilar      |                  | 5            | 5E           |
| San Vicente de Castellet             | San Vicente de Castellet | R50              | 5            | 5E           |
| Castellgalí                          | sin servicio             | sin servicio     | sin servicio | sin servicio |
| Els Comtals                          | sin servicio             | sin servicio     | sin servicio | sin servicio |
| Manresa                              | Manresa                  |                  | 6            | 6C           |